# Bílá (okres Frýdek-Místek)
Bílá (německy Bila) je obec nacházející se v okrese Frýdek-Místek v Moravskoslezském kraji. Obec leží na moravské straně historické moravsko-slezské zemské hranice a zároveň se jedná i o nejvýchodnější moravskou obec. Je to též i jedna z obcí, k nimž v rámci úpravy hranice se Slovenskem byly roku 1997 připojeny některé slovenské pozemky. Žije zde 279 obyvatel.

## Historie
První písemná zmínka o osadě Bílá pochází z roku 1817. V první polovině 20. století byla do Bílé zavedena železnice. Až do roku 1951 tvořilo území moderní obce nejjižnější část katastrálního území obce Ostravice, přičemž do roku 1911 byla katastrální hranice podél toků Ostravice a Černé Ostravice mírně odlišná a k 22. lednu 1911 zde došlo k úpravě hranice katastrální a tím i ke změně hranice Moravy a Slezska.
Úřadování v původní obci Ostravice bylo kvůli její značné rozloze velice obtížné a proto již 3. srpna 1919 předložili obyvatelé území dnešní obce Bílá na ustavující schůzi zastupitelstva obce Ostravice žádost o rozdělení obce na dvě obce, což však bylo tehdy zamítnuto. K dalšímu jednání obecního zastupitelstva v této věci pak došlo 11. června 1923 za přítomnosti zástupce zemského úřadu v Brně Eduarda Nopa. 15. srpna 1923 se pak, opět za přítomnosti Eduarda Nopa, konalo konečné hlasování, kdy pro rozdělení bylo 5 hlasů a proti 13. Po druhé světové válce se pak objevil návrh, aby byla do celé akce přibrána ještě obec Staré Hamry, ležící tehdy kompletně ve Slezsku. Roku 1945 však byla celá tato plánovaná akce zamítnuta nařízením okresního národního výboru z 8. května 1945.
Obyvatelé obce Ostravice se však nevzdali myšlenky na nové katastrální rozdělení a 2. února 1947 na společné schůzi místních národních výborů obcí Ostravice a Staré Hamry bylo odhlasováno, aby byla zvolena komise, která měla připravit návrh na sloučení a následné rozdělení obou obcí. Komise se sešla 15. února 1947, ale ukázalo se na ní, že již 22. září 1946 byl celý návrh místním národním výborem Staré Hamry zamítnut a že opětovného zamítnutí se celý návrh dočkal na schůzi pléna téhož MNV 26. dubna 1947 s tím, že se již nadále touto věcí MNV Staré Hamry nebude zabývat.
Nakonec obec Ostravice dosáhla nového rozdělení úřední cestou seshora. Celé rozdělení (a tím i vznik nové obce Bílá) proběhlo k 1. červenci 1951, kdy zároveň proběhla radikální změna územního vymezení obcí Ostravice a Staré Hamry. 11. ledna 1965 přijel do Bílé poslední vlak a následně byla železniční doprava do této obce zastavena z důvodu výstavby vodní nádrže Šance, kvůli níž byl celý příslušný železniční úsek zrušen a z části zcela zatopen. 1. únoru 1974 byl pro Bílou a Staré Hamry zřízen společný MNV se sídlem ve Starých Hamrech. Při úpravě státní hranice se Slovenskem byly k obci k 25. červenci 1997 připojeny čtyři původně slovenské pozemky.

## Obyvatelstvo

Věková struktura obyvatel obce Bílá roku 2011

## Členění obce a sídelní lokality

### Základní sídelní jednotky
Obec se člení na 4 základní sídelní jednotky: Bílá, Hlavatá, Konečná a Vjadačka.

### Sídelní lokality
Obec Bílá se skládá z mnoha sídelních lokalit, roztroušených po celém jejím katastru. Mnohé z nich mají charakter odlehlých horských samot. Jsou jimi:
- Bílá (centrum obce)
- Baraní
- Beskyd
- Bobek
- Borsučí
- Čistý
- Doroťanka
- Hlavatá
- Chladná Voda
- Javořina
- Gašky
- Gigula
- Gratčanka
- Hluchanka
- Kavalčanky
- Konečná
- Kožušanka
- Kyčera
- Lučovec
- Mezivodí
- Mičulky
- Pavlanka
- Polaň
- Řepové
- Salajka
- Třeštík
- U Smažáků
- Vjadačka
- Žarovjanka

## Pamětihodnosti
- arcibiskupský lovecký zámeček – postaven počátkem 20. století
- dřevěný kostel svatého Bedřicha z roku 1875 (upraven v roce 1910), příklad severské architektury
- národní přírodní rezervace Salajka
  - Tlustá Tonka, někdejší významný strom, jedle bělokorá
- přírodní památka Lišková
- Kaple na Hlavaté
- „Klauzy“ (malé vodní nádrže k plavení dřeva) na Čurábce a Smradlavě

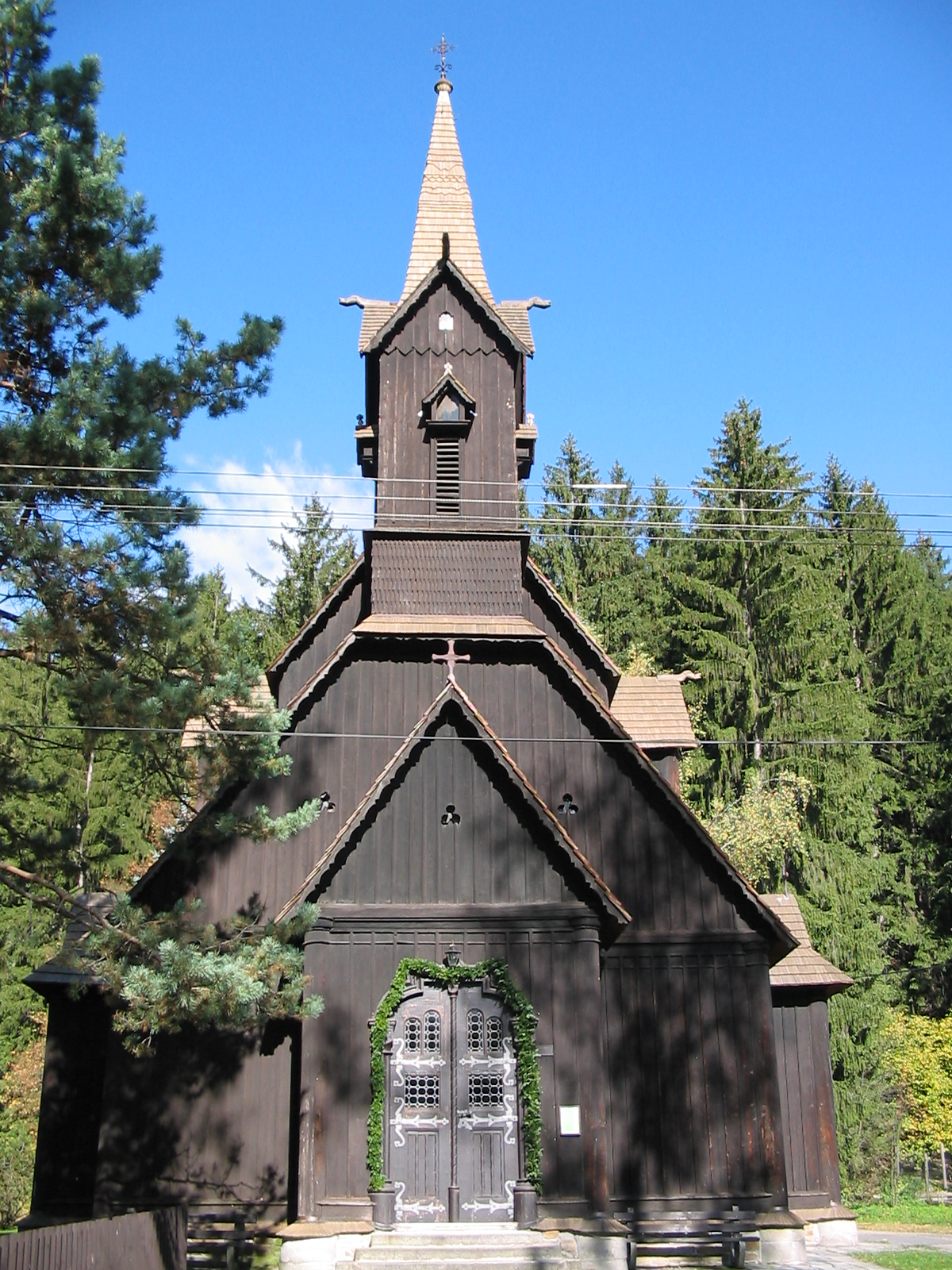
Průčelí kostela Sv. Bedřicha na Bílé
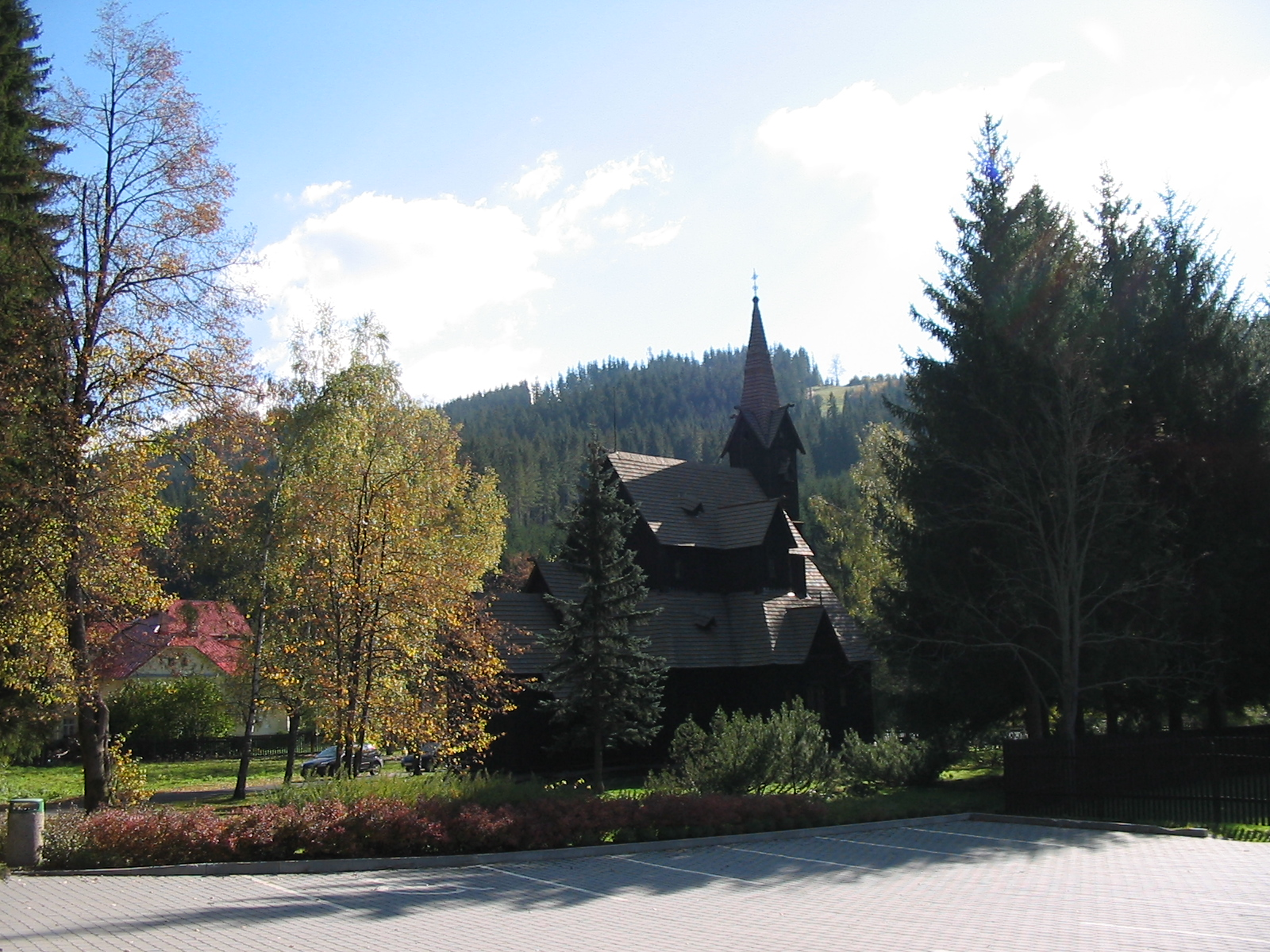
Boční část kostela Sv. Bedřicha na Bílé
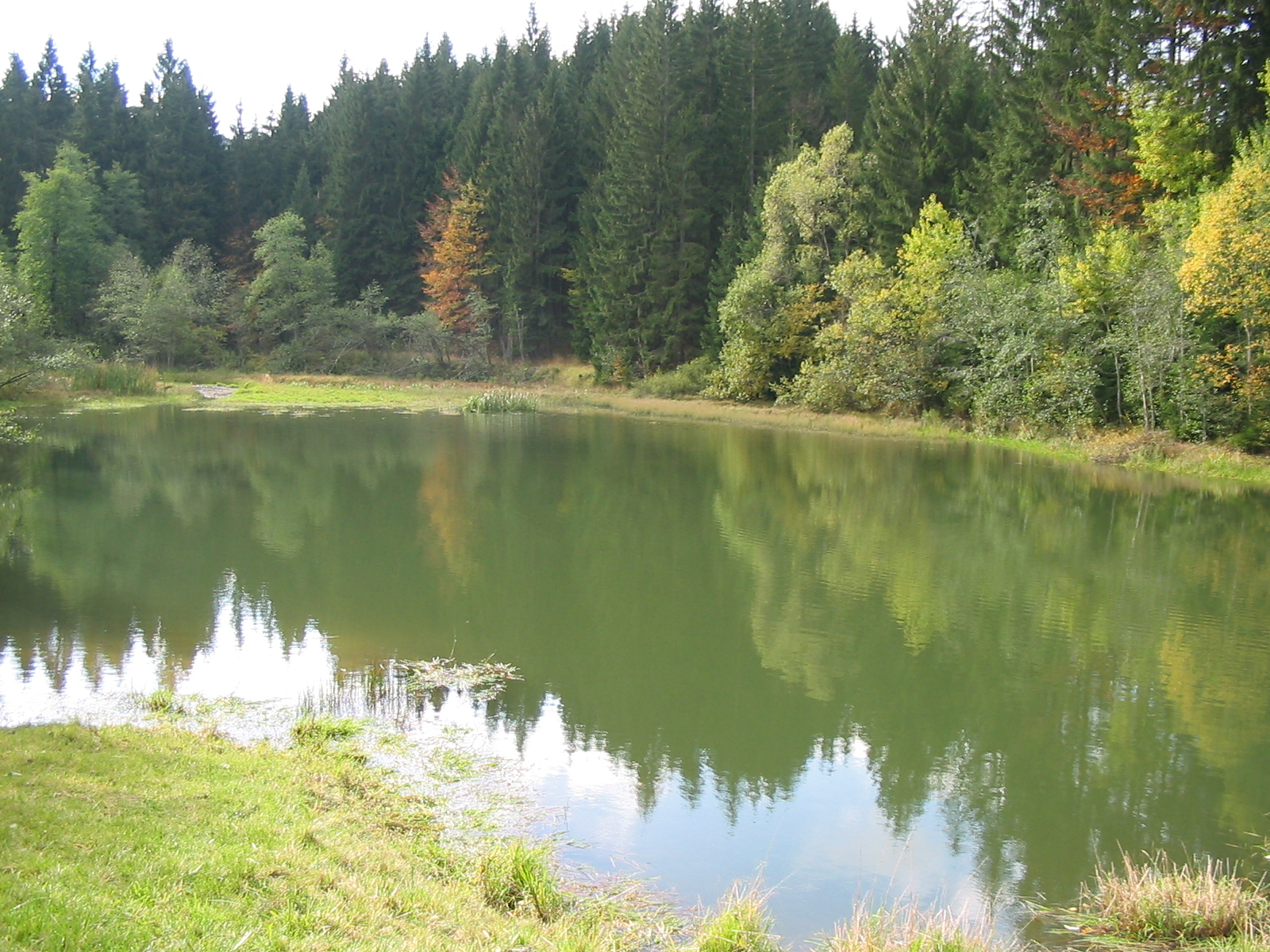
Maxův klauz na Bílé, na potoce Smradlava